# Broekpolder (IJmond)

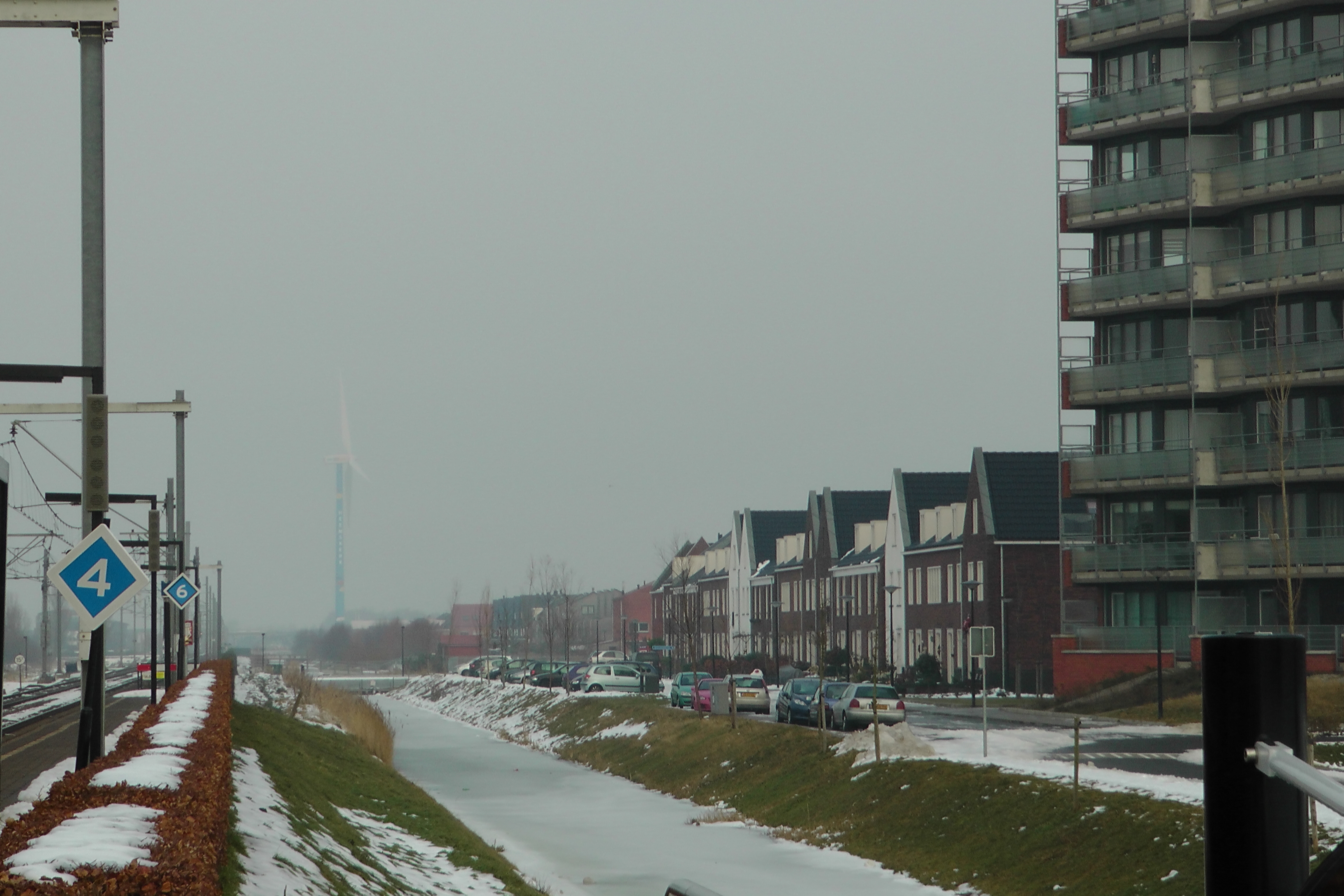
Broekpolder in 2010

Broekpolder is een woonwijk gelegen in de gemeenten Beverwijk en Heemskerk in de Nederlandse provincie Noord-Holland. Het gebied is aangewezen als Vinex-locatie, onderdeel van het uitgebreide ontwikkelingsplan dat in de vroege jaren '90 door de Nederlandse overheid werd geïnitieerd onder het VINEX-beleid. Dit beleid was gericht op het creëren van nieuwe woonwijken dichtbij bestaande stedelijke centra om bevolkingsgroei op te vangen en stedelijke uitwaaiing te verminderen.

## Geschiedenis en ontwikkeling
Archeologisch bewijs wijst op bewoning sinds de prehistorie, met verschillende artefacten en nederzettingsresten die continue menselijke activiteit over millennia aantonen. Later werd het gebied gebruikt voor landbouwdoeleinden voordat het werd getransformeerd tot een woonwijk.
In de jaren '90 begon de Nederlandse overheid met het VINEX-beleid, vastgelegd in de Vierde Nota Ruimtelijke Ordening Extra, om stedelijke uitbreiding te beheersen en de beschikbaarheid van woningen te verbeteren. Broekpolder werd aangewezen als een van deze Vinex-locaties, wat leidde tot de ontwikkeling ervan als een moderne woonwijk. De planning en bouw van Broekpolder werden uitgevoerd in samenwerking met de gemeenten Beverwijk en Heemskerk, wat een gezamenlijke aanpak van regionale ontwikkeling weerspiegelt.

## Stedelijk ontwerp en kenmerken
Broekpolder kenmerkt zich door zijn moderne stedelijke ontwerp, dat nadruk legt op duurzaamheid en gemeenschapsleven. Het gebied omvat een mix van woningtypen, variërend van eengezinswoningen tot appartementen, waardoor aan diverse behoeften van de bevolking wordt voldaan. De stedelijke opzet bevordert wandelbaarheid en het gebruik van openbaar vervoer, in lijn met de doelstellingen van het VINEX-beleid om afhankelijkheid van auto's te verminderen en milieuvriendelijke vervoersopties te ondersteunen.
Een van de opvallende kenmerken van Broekpolder is het waterbeheersysteem. De wijk maakt gebruik van een 'gescheiden stelsel' voor oppervlaktewater, waarbij regenwater wordt geleid naar een netwerk van kanalen en retentiegebieden om overstromingen te voorkomen en de waterkwaliteit te behouden. Dit systeem omvat monitoring door mosselen, die fungeren als bio-indicatoren voor waterkwaliteit.

## Gemeenschap en culturele aspecten
Broekpolder is ontworpen om een gevoel van gemeenschap onder de bewoners te bevorderen. Het gebied omvat verschillende parken, speeltuinen en recreatieve voorzieningen die buitensporten en sociale interactie aanmoedigen. Kunst- en cultuurprojecten zijn ook geïntegreerd in de wijk, wat de historische betekenis ervan weerspiegelt en de lokale identiteit bevordert.
Een voorbeeld van zo'n cultureel project is het "Wateroffers"-initiatief, dat de moderne inwoners verbindt met de historische context van het gebied door middel van symbolische handelingen en installaties.